# Schneider 105 mm C Mle 1934
Il canon de 105 mm Court Modéle 1934 Schneider, o solo 105 mm C Mle 34 S, era un obice dell'Armée de terre, costruito dalla Schneider et Cie.

## Storia
Negli anni trenta il parco d'artiglieria francese era antiquato, costituito soprattutto da 75 mm Mle. 1897, rivoluzionari al momento dell'introduzione in servizio, ma non adatti alla distruzione delle postazioni fortificate. Si presentava quindi la necessità di un nuovo pezzo campale ad alta mobilità capace di appoggiare le forze meccanizzate. L'obice realizzato in risposta a questo requisito fu il Schneider 105 mm C Mle 1934 sviluppato nel 1934 dalla Schneider et Cie che, nonostante fosse indicato come "cannone corto", in realtà, sparando nel secondo arco, era in pratica un obice. Era un progetto totalmente ortodosso; il pezzo venne ordinato dall'Armée de terre ma prodotto a basso ritmo, in attesa di un pezzo più innovativo (il futuro Bourges 105 mm C Mle 1935).
Il Mle 1934 venne realizzato in soli 144 esemplari che, dopo la campagna di Francia, vennero incorporati dalla Wehrmacht come 10,5 cm leFH 324(f), ovvero "obice campale leggero calibro 10,5 cm modello 324 (francese)": furono assegnati alle unità addestrative, a quelle di seconda linea e all'artiglieria costiera.